# Skrillex
桑尼·約翰·摩爾（英語：Sonny John Moore，1988年1月15日—），藝名史奇雷克斯，是一位美國DJ，出生於加州洛杉磯，曾在2004年加入搖滾團體從頭到尾擔任主唱、鍵盤手及吉他手並參與錄製樂團的兩張專輯製作，但在2007年離開樂團。摩爾在2009年發行他的首張個人迷你專輯《Gypsyhook EP》，並準備製作專輯《Bells》，但他之後停止製作這張專輯並以Skrillex藝名開始表演。
摩爾在2010年發表迷你專輯《My Name Is Skrillex》開放在Myspace上免費下載後，馬上在同年及隔年發行《Scary Monsters and Nice Sprites》和《More Monsters and Sprites》兩張迷你專輯使他聲名大噪，並在第54屆葛萊美獎被提名為最佳新人及贏得最佳舞曲錄音、最佳電子/舞曲專輯和最佳非古典混音錄製三個獎項。

## 生平

### 背景
摩爾出生於美國西北洛杉磯的高地公園區，但在兩歲的時候就搬家到了舊金山的森林山並且在那裡上小學。在九到十歲時，他加入了一所位於莫哈韋沙漠的寄宿學校，但到最後還是搬回北加州。十二歲時，他又搬回他的出生地西北洛杉磯，並進入一所主修藝術的私校就讀，然而十四歲時因為被欺負而轉為在家自學。十六歲時，他發現他其實是一個被收養的小孩，這使他的人生有了重大的改變，還使他向學校申請退學。

### 「從頭到尾」樂團時期（2004－2007年）
2004年，摩爾透過MySpace聯繫從頭到尾樂團，並飛到樂團所在地喬治亞州擔任吉他手及主唱，同年6月，樂團發行了第一張專輯《Dear Diary, My Teen Angst Has a Body Count》。經過一些表演過後，樂團開始籌劃第二張專輯《Heroine》，並在2006年3月發行。摩爾後來因為声带上的問題動了外科手術，並離開樂團，開啟了他個人的生涯。

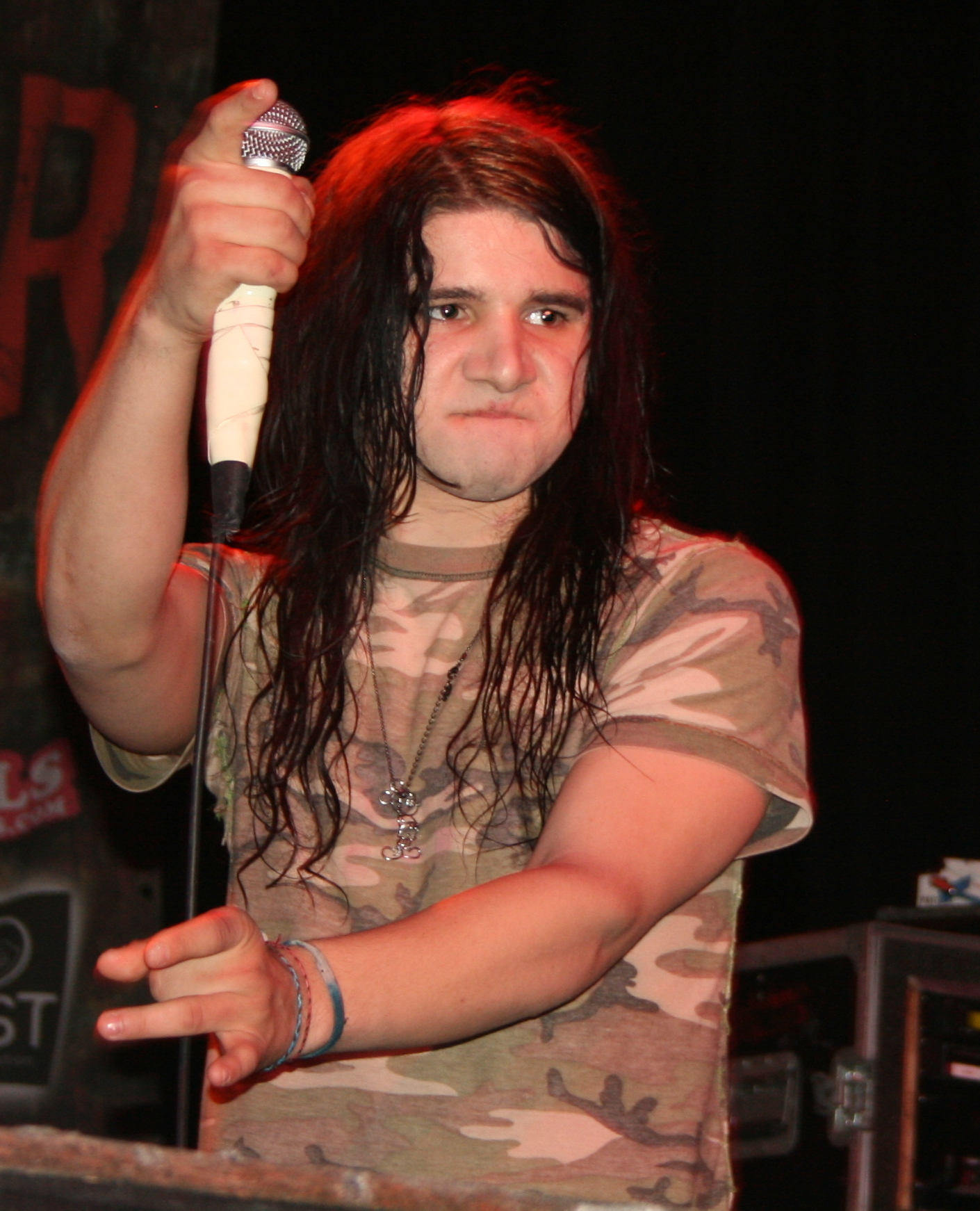
桑尼·摩爾於2008年

離開樂團後，摩爾開始在MySpace上創辦自己的專頁，展示他的三首示範曲——《Signal》、《Equinox》及《Glow Worm》，這讓他在離開樂團後又有表演的機會。2007年4月7日，他與豎琴手Carol Robbins在當地的藝文建築旁表演了幾首他的原創歌曲。在發表示範曲幾個月後，摩爾獲得了在睡眠樂團的演唱會上表演的機會，並在演唱會上銷售自己的範例唱片，唱片裝在粉藍色的信封袋裡，而且只有在該場演唱會上銷售。

### 個人生涯及幾張迷你專輯（2008－2013年）
2008年2月，摩爾加入Alternative Press雜誌巡演，並協助參加巡演的樂團。所有參加巡演的樂團皆會收錄在Alternative Press雜誌的「年度不可不知的100個樂團」，並接受Alternative Press雜誌廣播電台的專訪，摩爾也不例外。
2009年4月7日，摩爾發行了第一張迷你專輯《Gypsyhook EP》開放從網路下載，收錄了三首歌和四首重混音軌，還包括專輯內的一首歌《Mora》的日語版本《海水》（Kaisui），該迷你專輯的實體CD版本只在他表演時銷售。同月，摩爾與幾個人以「桑尼與血猴子」（Sonny and the Blood Monkeys）的名義與好萊塢不滅樂團共同舉辦演唱會。之後他開始製作了《Bells》專輯，但後來並沒有發行。

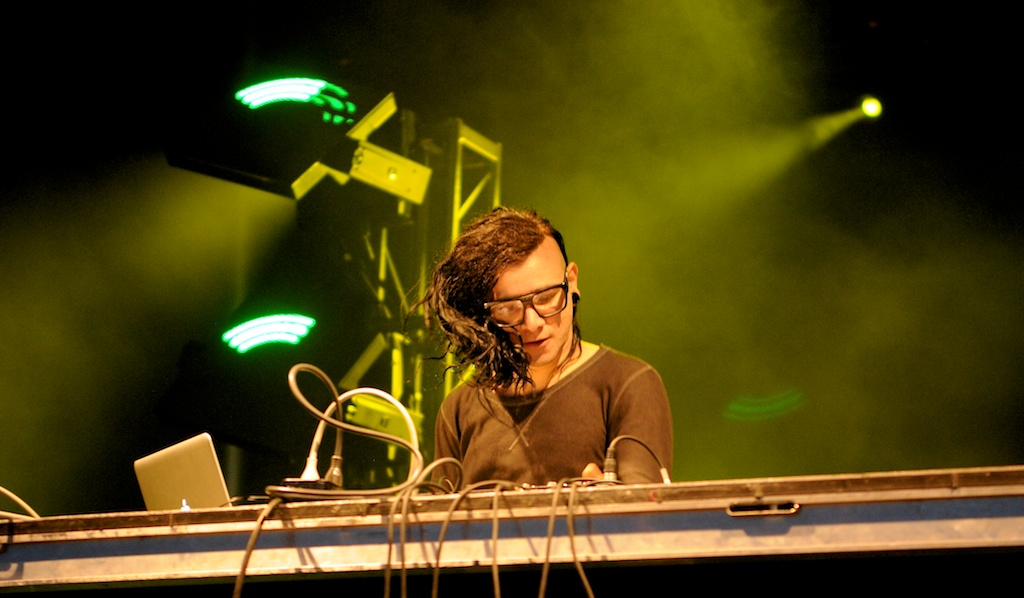
史奇雷克斯在2011年於渥太華藍調節上現場表演。

2008年開始，摩爾開始以「史奇雷克斯」（Skrillex）做為藝名開始製作音樂，並在洛杉磯地區的夜店裡表演。2010年6月7日，他發表了以史奇雷克斯名義的首張迷你專輯《My Name is Skrillex》，並且開放免費下載。史奇雷克斯還為了英國金屬蕊團體帶給我地平線錄製他們的第三張專輯《There Is a Hell, Believe Me I've Seen It. There Is a Heaven, Let's Keep It a Secret》作曲及獻聲。次年，他與唱片公司mau5trap簽約並與加拿大DJ deadmau5開始到世界各地表演，且準備發行他的第二張迷你專輯《Scary Monsters and Nice Sprites》。
2011年4月，Spin雜誌公演了一首由史奇雷克斯為Korn樂團製作的新歌《Get Up》，Korn在Facebook上開放限時的免費下載單曲。同月15日，Korn受邀到史奇雷克斯在科切拉音樂節的場上表演。
2011年4月18日，索尼電腦娛樂在YouTube上傳了一部PS3平台遊戲秘境探險3的預告片，該片使用《Scary Monsters and Nice Sprites》專輯內的一首歌曲《Kill EVERYBODY》作為背景音樂。
2011年6月，史奇雷克斯在Beatport發行了《Scary Monsters and Nice Sprites》的後續迷你專輯《More Monsters and Sprites》，此輯收錄包括他上一張專輯裡的一首歌曲《Scary Monsters and Nice Sprites》的四首重混版本及一首新歌《First of the Year (Equinox)》。8月26日，史奇雷克斯創立了自己的唱片公司——OWSLA。兩天後，史奇雷克斯在 YouTube 上傳了《First of the Year (Equinox)》的音樂影片，此影片還出現在癟四與大頭蛋在2011年10月27日復播第一集中出現。
史奇雷克斯與德國電子音樂家Boys Noize以「Dog Blood」的名義於2012年8月12日在iTunes推出迷你專輯《Next Order/Middle Finger》。史奇雷克斯亦幫電影無敵破壞王製作一首歌曲《Bug Hunt》。
2012年11月30日，史奇雷克斯發行了專屬他的第一個Flash網頁遊戲——「Skrillex Quest」。
2012年底，史奇雷克斯的兩首歌《Bug Hunt》和《Make it Bun Dem》分別在動畫片《無敵破壞王》和《極地戰嚎3》出現。他在2013年1月2日發行了個人第7張迷你專輯《Living》。2013年1月，史奇雷克斯在表演中表示他將在夏天發行他的首張專輯，但最後他並沒有發行專輯。

### 《Recess》（2014年）
2014年3月7日，一個名為《Alien Ride》的應用程式在iOS的App Store上架，其內容包含了一個含有11會隱藏物件的祕密資料夾及一個在北美東部標準時間3月10日早上6:30會歸零的倒數計時器。隨後，史奇雷克斯的個人網站將首頁改為新專輯的封面，並公佈新專輯在Google Play及iTunes上的網址，於3月18日正式發行新專輯《Recess》。

### 推出合作小隊─Jack Ü （2013年-）
史奇雷克斯與迪波洛於2013年9月15日推出合作計劃小隊Jack Ü （页面存档备份，存于），2014年於Ultra Music Festival合作表演，並於2014年9月17日發布與女歌手Kiesza合作歌曲《Take Ü There》，其後於2015年2月27日推出專輯《Skrillex and Diplo Present Jack Ü》，專輯與不同歌手合作，如小賈斯汀、2 Chainz等，當中與小賈斯汀合作的歌曲《Where Are Ü Now》更深受歡迎，獲得全美音樂獎中的年度合作獎以及葛萊美最佳舞曲錄音獎，同時專輯亦獲得最佳電子/舞曲專輯獎。

### 重回樂團（2017年-）
2017年1月15日史奇雷克斯生日當天他在社交媒體上發佈他與「從頭到尾」樂團合作歌曲《Make War》。 （页面存档备份，存于）

### 個人生活
2012年2月，史奇雷克斯開始與英國女歌手愛莉格交往，但兩人在同年10月分手。

## 作品

史奇雷克斯的標誌

### 專輯
- 2014年：《Recess》

### 迷你專輯
史奇雷克斯
- 2010年：《My Name Is Skrillex》
- 2010年：《Scary Monsters and Nice Sprites》
- 2011年：《More Monsters and Sprites》
- 2011年：《Bangarang》
- 2012年：《Make It Bun Dem After Hours》
- 2013年：《Leaving》
- 2013年：《Try It Out》（與Alvin Risk）
- 2019年：《Show Tracks》

Jack Ü
- 2015年：《Skrillex and Diplo Present Jack Ü》

「從頭到尾」樂團時期
- 2004年：《Dear Diary, My Teen Angst Has a Body Count》
- 2006年：《Heroine》

桑尼·摩爾
- 2009年：《Gypsyhook EP》

### 單曲
史奇雷克斯
- 2010年：《Scary Monsters and Nice Sprites》
- 2011年：《First of the Year (Equinox)》
- 2012年：《Bangarang》
- 2016年：《Purple Lamborghini》
- 2017年：《Would You Ever》

「從頭到尾」樂團
- 2017年：《Make War》
- 2018年：《Surrender》

### 重混
- 2009年：女神卡卡－《羅曼死》
- 2010年：火星人布魯諾－《Just the Way You Are》
- 2010年：女神卡卡－《亞歷山卓》
- 2011年：女神卡卡－《Born This Way》
- 2011年：班尼·班納西－《Cinema》
- 2011年：艾維奇－《Levels》
- 2017年：肯德里克·拉馬爾 －《Humble》
- 2018年：崔維斯·史考特 －《Sicko Mode》

## 獎項

### 葛萊美獎
| 年份                                                      | 獲提名                            | 獎項               | 結果 |
| --------------------------------------------------------- | --------------------------------- | ------------------ | ---- |
| 2012年                                                    | 史奇雷克斯                        | 最佳新人獎         | 提名 |
| 2012年                                                    | Scary Monsters and Nice Sprites   | 最佳電子/舞曲專輯  | 獲獎 |
| 2012年                                                    | Scary Monsters and Nice Sprites   | 最佳舞曲錄音       | 獲獎 |
| 2012年                                                    | Cinema（Skrillex remix）          | 最佳非古典混音錄製 | 獲獎 |
| 2012年                                                    | First of the Year (Equinox)       | 最佳短篇音樂錄影帶 | 提名 |
| 2013年                                                    | Bangarang                         | 最佳電子/舞曲專輯  | 獲獎 |
| 2013年                                                    | Bangarang                         | 最佳舞曲錄音       | 獲獎 |
| 2013年                                                    | Promises（Skrillex & Nero Remix） | 最佳非古典混音錄製 | 獲獎 |
| 2016年                                                    |                                   |                    |      |
| Skrillex and Diplo Present Jack Ü                         | 最佳電子/舞曲專輯                 | 獲獎               |      |
| Where Are Ü Now（ Skrillex and Diplo with Justin Bieber） | 最佳舞曲錄音                      | 獲獎               |      |

### MTV音樂錄影帶大獎
| 年份   | 獲提名                            | 獎項                   | 結果 |
| ------ | --------------------------------- | ---------------------- | ---- |
| 2012年 | First of the Year (Equinox)       | 最佳電子舞曲音樂錄影帶 | 提名 |
| 2012年 | First of the Year (Equinox)       | 最具影響力音樂錄影帶   | 獲獎 |
| 2013年 | Breakn' a Sweat（feat. 門戶樂團） | 最佳視覺效果           | 提名 |
| 2015年 | Where Are Ü Now                   | 最佳視覺效果           | 獲獎 |
| 2015年 | Where Are Ü Now                   | 最佳編輯               | 提名 |
| 2015年 | Where Are Ü Now                   | 最佳藝術指導           | 提名 |
| 2015年 | Where Are Ü Now                   | 季度歌曲               | 提名 |

### MTV歐洲音樂大獎
| 年份   | 獲提名     | 獎項     | 結果 |
| ------ | ---------- | -------- | ---- |
| 2013年 | 史奇雷克斯 | 最佳電音 | 提名 |

### 全美音樂獎
| 年份   | 獲提名            | 獎項                 | 結果 |
| ------ | ----------------- | -------------------- | ---- |
| 2012年 | 史奇雷克斯        | 最受歡迎電子舞曲音樂 | 提名 |
| 2015年 | "Where Are Ü Now" | 最佳合作獎           | 獲獎 |

### 國際舞曲大獎
| 年份 | 獲提名                            | 獎項              | 結果 |
| ---- | --------------------------------- | ----------------- | ---- |
| 2016 | "Febreze"                         | 最佳饒舌/嘻哈歌曲 | 提名 |
| 2016 | "Where Are Ü Now"                 | 最佳電子音樂      | 獲獎 |
| 2016 | "Where Are Ü Now"                 | 最佳廣告/流行舞曲 | 提名 |
| 2016 | "Where Are Ü Now"                 | 最佳音樂錄影帶    | 提名 |
| 2016 | Skrillex and Diplo Present Jack Ü | 最佳電子舞曲DJ    | 提名 |

## 外部連結
- 官方網站 （页面存档备份，存于）
- 史奇雷克斯的Facebook專頁
- 史奇雷克斯的X（前Twitter）